# Savanes (distrikt i Elfenbenskusten)
Savanes är ett distrikt, till 2011 en region, i Elfenbenskusten. Det ligger i den centrala delen av landet, 300 km norr om huvudstaden Yamoussoukro. Antalet invånare var 2 159 434 vid folkräkningen 2021. Arean är 40 430 kvadratkilometer. Savanes gränsar till Zanzan, Vallée du Bandama, Woroba och Denguélé samt till Mali och Burkina Faso.
Savanes delas in i regionerna:
- Bagoué
- Poro
- Tchologo